# Chrisette Michele
Chrisette Michele Payne (née le 8 décembre 1982), connue professionnellement comme Chrisette Michele, est une auteur-compositeur-interprète R'n'B et soul américaine du Island Def Jam Music Group. Elle gagne un Grammy Award de la meilleure performance Urban/Alternative en 2009 pour sa chanson Be OK.

## Biographie
Michele est née dans Central Islip, dans l'état de New York, et a grandi à Patchogue. Son père était un diacre et sa mère une chef de chœur. Michele conduit des chorales de gospel au collège. Elle va ensuite au Five Towns College à Dix Hills dans l'état de New York, et elle a obtenu un diplôme en interprétation vocale. Elle est de descendance afro-américaine et amérindienne.

## Carrière musicale

### Débuts
Michele est présente sur quelques albums populaires de hip-hop. Plus récemment, elle a figuré sur l'album de Rick Ross Teflon Don et sur le single Aston Martin Music. Elle est également sur l'album de The Game L.A.X. sur Let Us Live. Sur Kingdom Come de Jay-Z elle est présente sur le second single Lost One, tandis que sur Hip Hop Is Dead de Nas, elle y figure à trois reprises: sur le second single de l'album Can't Forget About You, sur la production de Kanye West Still Dreaming, et sur la piste finale Hope. Récemment, elle est également apparue sur le titre bonus Slow Down, de The Big Doe Rehab de Ghostface Killah qui a curieusement une référence aux voitures Aston Martin.

### I Am(2007)

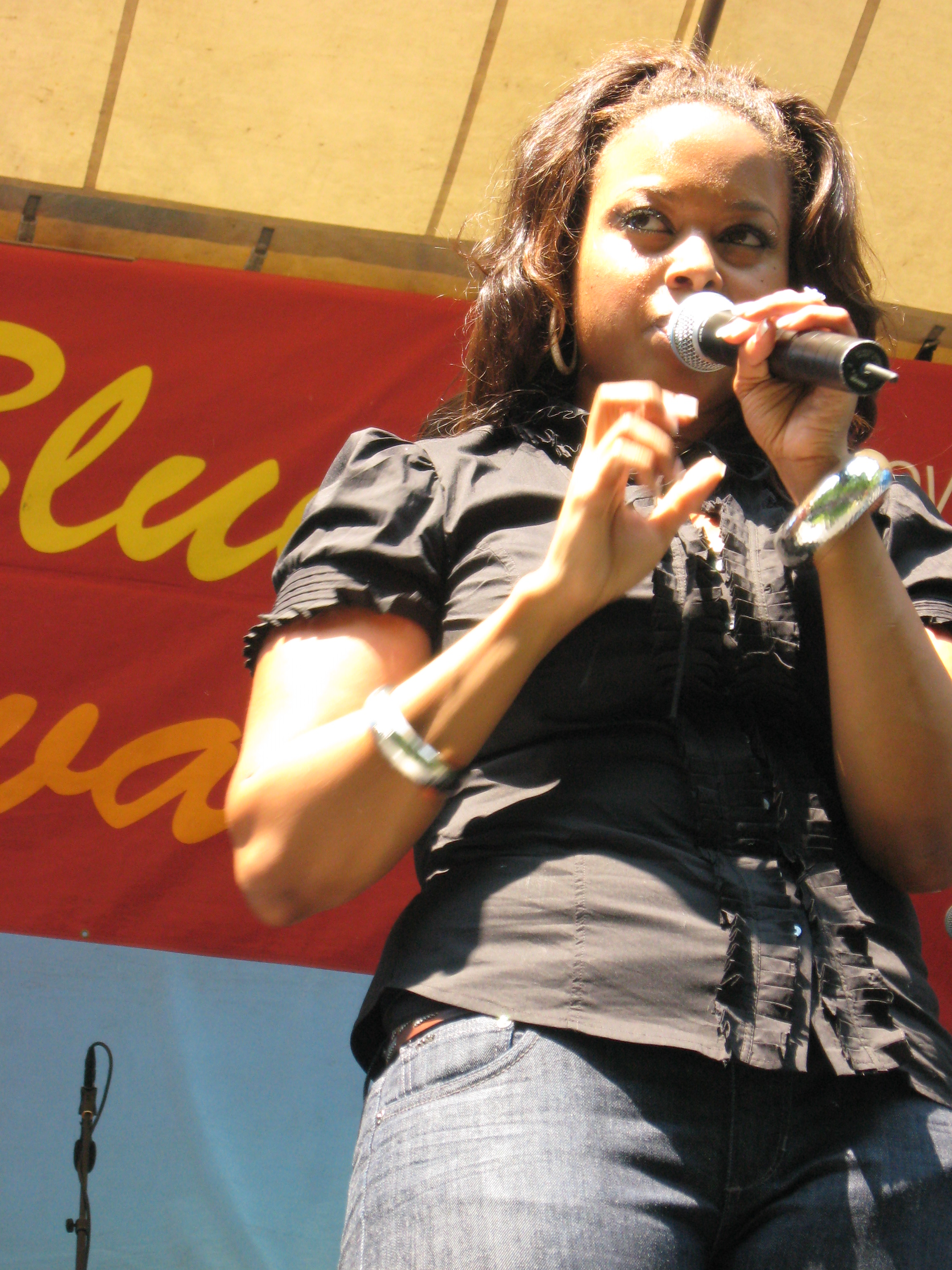
Michele à Brooklyn en août 2007.

Le premier album de Michele, I Am, est sorti le 18 juin 2007. La chanson Your Joy est sorti sur iTunes comme un single gratuit de la semaine. L'album engendre quatre singles: If I Have My Way, Best of Me, Be OK, et Love Is You. Le premier single de l'album If I Have My Way se classe à la quatrième place du classement Hot Adult R&B Airplay Billboard et à la 24e position du classement Hot R&B/Hip-Hop Songs. Best of Me se classe à la 21e place du classement Hot Adult Contemporary Tracks. En décembre 2007, Be OK est sorti comme le troisième single et se classe à la 64e place du Hot R&B/Hip-Hop Songs et la 21e du Hot Adult R&B Airplay. En 2008, Love Is You est sorti comme le quatrième et dernier single de l'album; il atteint la 90e position du Hot R&B/Hip-Hop Songs et la 20e place du Hot Adult R&B Airplay.

### Epiphany(2009)
En 2008, Michele apparaît sur la piste Rising Up de l'album de The Roots Rising Down. Michele joue son propre rôle dans Girlfriends de The CW dans l'épisode intitulé What's Black-a-Lackin'?, qui a été diffusée pour la première fois le 11 février 2008. Elle a également écrite une chanson pour Tyler Perry's House of Payne intitulé I've Gotta Love Jones. De mai à juillet 2008 Michele embarque sur une tournée avec un autre chanteur soul Raheem DeVaughn appelé l'Art of Love Tour et Solange Knowles faisait la première partie. En septembre 2008, Michele chante deux fois lors de Evening of Stars: A Tribute to Patti Labelle.
Mi-2008, Michele commence à enregistrer son second album, Epiphany. En janvier 2009, la chanson éponyme de l'album est sorti comme le premier single. Sorti le 5 mai 2009, l'album débute à la première place du Billboard 200 et se vend à 83 000 exemplaires dans sa première semaine.

## Discographie
- 2007: I Am
- 2009: Epiphany
- 2010: Let Freedom Reign
- 2013: Better

## Tournées
- The Art of Love Tour (avec Raheem DeVaughn) (2008)
- The Epiphany Tour (2010)

## Prix et nominations
Vibe Music Award
- 2008, Nouvelle artiste de l'année (Nommée)

Grammy Award
- 2008, Meilleure performance vocale R'n'B féminine: If I Have My Way (Nommée)
- 2009, Meilleure performance Urban/Alternative: Be OK (Gagnée)

BET Award
- 2010, Prix Centric: (Nommée)
- 2008, Meilleure nouvelle artiste: (Nommée)

BET J/Centric
- 2008, Prix Virtual: Approvée Soul : (Gagné)
- 2008, Artiste féminine de l'année: (Nommée)

NAACP Image Awards
- 2008, Meilleure nouvelle artiste: (Nommée)

Soul Train Awards
- 2009, Meilleure artiste féminine R'n'B/Soul: (Nommée)

Urban Music Awards
- 2009, Meilleure performance féminine: (Nommée)